# Gagarinia melasma
Gagarinia melasma là một loài bọ cánh cứng trong họ Cerambycidae.